# Кириченко Ірина Людвигівна
Ірина Людвигівна Кириченко (5 липня 1961, с. Карабинівка Павлоградського району Дніпропетровської області) — українська веслувальниця. Також займається біатлоном, лижними перегонами та плаванням. Заслужений майстер спорту України.
У 1984 році закінчила Черкаський педагогічний інститут.
Представляє Дніпропетровський регіональний центр з фізичної культури і спорту інвалідів «Інваспорт».

## Досягнення
- Чемпіонка світу з академічного веслування у двійці змішаній (м. Познань, Польща, 2009; м. Крайстчерч, Нова Зеландія, 2010).
- Володарка Кубка світу (2004, з лижних гонок на дистанції 10 км; 2005, з лижних гонок на дистанції 12,5 км, з біатлону на дистанції 10 км).
- Чемпіонка Європи з біатлону (Швеція, 2001).
- Фіналістка Чемпіонату світу з академічного веслування 2015 року.
- Фіналістка Кубка світу з академічного веслування 2015 року.
- Багаторазова чемпіонка України з плавання (2002–04).